# Let the Bad Times Roll
Let the Bad Times Roll is het tiende studioalbum van de Amerikaanse punkrockband The Offspring, uitgebracht op 16 april 2021. Het is het eerste album van de band op Concord Records en het eerste studioalbum in bijna negen jaar sinds Days Go By (2012), wat de langste kloof markeert tussen twee Offspring-studioalbums. Let the Bad Times Roll is het eerste album van de band zonder bassist en medeoprichter Greg K., die in 2018 werd ontslagen bij The Offspring vanwege zakelijke geschillen .  Hoewel de nieuwe bassist Todd Morse zich al bij de band had gevoegd en in videoclips van het album verscheen, werd de basgitaar gespeeld door gitarist en zanger Dexter Holland. Het is het tweede en laatste album met drummer Pete Parada, die in augustus 2021 uit de band werd ontslagen omdat hij weigerde zich te laten vaccineren tegen COVID-19. Parada deed tien van twaalf drumtracks terwijl sessiedrummer Josh Freese de overige twee drumtracks deed. 
De tourschema's van de band, financiële problemen, wijzigingen in de line-up en de zoektocht naar een nieuw label na hun breuk met Columbia Records, die de vorige zes albums van The Offspring uitbracht zorgden voor een jarenlange vertraging van het release van Let the Bad Times Roll. De band begon al in de zomer van 2013 met het opnemen van nieuw materiaal voor het album met Rock en na het opnieuw op te nemen in verschillende studio's en in verschillende periodes tussen 2014 en 2019, was het in 2019 voltooid. Vanwege de bovengenoemde problemen, andere geschillen en de COVID-19-pandemie werd de release van het album echter uitgesteld tot 2021.

## Achtergrond, productie en vertragingen
Plannen voor een tiende studioalbum werden voor het eerst genoemd ongeveer zes maanden na de release van Days Go By door Offspring-gitarist Noodles, die verklaarde na afloop van de Days Go By- tour "te gaan zitten en een nieuwe plaat te overwegen". Noodles had toen gehoopt dat de band in 2014 de studio in zou gaan om hun album op te nemen. Zanger Dexter Holland verklaarde in een interview in mei 2013 dat hij een "punknummer" had geschreven over "de regering die je in de steek laat".
The Offspring ging in augustus 2013 de studio in voor nieuw materiaal, samen met producer Bob Rock. De voortgang van het album werd vertraagd door slopende tourschema's en het einde van hun contract met Columbia Records, het label waar The Offspring sinds 1996 bij was. In. De band bracht hun eerste nummer uit in meer dan twee jaar, "Coming for You", op 30 januari 2015;  ten tijde van de release was het onduidelijk of "Coming for You" zou worden uitgebracht als een eenmalige single of zou verschijnen op het aanstaande tiende studioalbum van de band, maar een tweet van frontman Dexter Holland impliceerde dat het nog onvoltooid was. Noodles onthulde later dat "Coming for You" op het album zou verschijnen.
In september 2015 was The Offspring nog in de studio en hadden ze 2-3 tracks af. Een maand later plaatste Noodles een foto van hemzelf, Holland, Parada en Bob Rock in de studio op zijn Instagram-pagina, waaruit bleek dat ze hun tiende studioalbum aan het opnemen waren. Op 3 januari 2017 plaatste Noodles een foto van de band (behalve Greg K.) in de studio op zijn Twitter-pagina, "Hier is een onbaatzuchtige selfie die ik zojuist heb genomen. Werken!", wat waarschijnlijk inhield dat de band klaar was met het opnemen van het album of nog bezig was met het opnemen ervan. In een interview in mei 2017 verklaarde Holland: "Ik ben eigenlijk van plan om veel meer tijd in de studio door te brengen. We hebben het niet in de wacht gezet, maar we zijn de afgelopen jaren minder actief geweest aan de opnamekant, dus ik zou graag nog een plaat uitbrengen. De band is nummer één voor mij en waar ik het meest gepassioneerd over ben."
Bassist Greg K. noemde een mogelijke releasedatum van 2018 voor het nieuwe Offspring-album. Hij verklaarde ook dat de band geen haast had om het album af te maken. The Offspring werd twee maanden later op Twitter gevraagd of hun nieuwe album binnenkort zou uitkomen en antwoordde: "We hopen tegen de zomer. Door het vertrek van Greg K. moesten alle bastracks die Greg al had opgenomen worden herschreven en opnieuw worden opgenomen door Dexter Holland. De basgitaar op de rest van het album werd ook gespeeld door Dexter Holland. 
Op 23 februari 2019 bevestigde Noodles op zijn Instagram-account dat het nieuwe Offspring-album klaar was en schreef: "Het album is klaar. Er wordt aan gewerkt om het nu bij de fans te krijgen. Blijf op de hoogte!". Een maand later bevestigde Dexter Holland dat het album "98% voltooid" was en noemde een voorlopige release in de herfst van 2019. Noodles herhaalde dat het album klaar was voor release in 2020 en dat ze op zoek waren naar een nieuw platenlabel om het uit te brengen. In een interview met Download TV in juni 2020 bevestigde Holland dat het nieuwe album "in principe klaar" was, maar voegde eraan toe dat de release "momenteel in de wacht stond" vanwege de coronaviruspandemie.
Op 8 februari 2021 plaatsten Dexter en Noodles een video waarin werd bevestigd dat het album klaar was met een officiële releasedatum en een enkele aankondiging 'binnenkort'.
Op 23 februari 2021 kondigde The Offspring Let the Bad Times Roll aan als de titel van hun tiende studioalbum, evenals het artwork, de releasedatum en de tracklist. Het artwork van het album is ontworpen door Daveed Benito. Het titelnummer van het album werd op dezelfde dag als single uitgebracht.

## Kritische receptie
Let the Bad Times Roll ontving gemengde tot negatieve recensies van muziekrecensenten. Op Metacritic, dat een genormaliseerde beoordeling van 100 toekent aan beoordelingen van reguliere publicaties, kreeg het album een gemiddelde score van 54 op basis van 6 beoordelingen, wat duidt op "gemengde of gemiddelde beoordelingen". Wall of Sound scoorde het album 9/10 en verklaarde dat het "een van de beste releases van het jaar in de punkwereld tot nu toe was".

## Nummers
| No. | Titel                                                                    | Looptijd |
| --- | ------------------------------------------------------------------------ | -------- |
| 1.  | "This Is Not Utopia"                                                     | 2:38     |
| 2.  | "Let the Bad Times Roll"                                                 | 3:19     |
| 3.  | "Behind Your Walls"                                                      | 3:21     |
| 4.  | "Army of One"                                                            | 3:11     |
| 5.  | "Breaking These Bones"                                                   | 2:47     |
| 6.  | "Coming for You"                                                         | 3:49     |
| 7.  | "We Never Have Sex Anymore"                                              | 3:31     |
| 8.  | "In the Hall of the Mountain King" (instrumentaal)                       | 1:00     |
| 9.  | "The Opioid Diaries"                                                     | 3:02     |
| 10. | "Hassan Chop"                                                            | 2:21     |
| 11. | "Gone Away" (nummer opnieuw opgenomen van Ixnay on the Hombre met piano) | 3:16     |
| 12. | "Lullaby"                                                                | 1:13     |

| No.              | Titel                                                                     | Looptijd |
| ---------------- | ------------------------------------------------------------------------- | -------- |
| 13.              | "Guerre Sous Couvertures" (Franse versie van "We Never Have Sex Anymore") | 3:30     |
| 14.              | "The Opioid Diaries" (live)                                               | 3:50     |
| Totale Looptijd: | Totale Looptijd:                                                          | 40:48    |

## Betrokkenen

### The Offspring
- Dexter Holland - zang, slaggitaar, basgitaar, piano op "We Never Have Sex Anymore"
- Noodles - leadgitaar, achtergrondzang
- Pete Parada - drums

### Aanvullende musici
- Josh Freese - drums op "Let the Bad Times Roll" en "We Never Have Sex Anymore"
- Jason "Blackball" McLean - extra zang op "Let the Bad Times Roll"
- Ricardo "Tiki" Pasillas - extra percussie op "Let the Bad Times Roll" en "We Never Have Sex Anymore"
- Phil Jordan - trompet op "We Never Have Sex Anymore"
- Jason Powell - klarinet en saxofoon op "We Never Have Sex Anymore"
- Eric Marbauch - trombone op "We Never Have Sex Anymore"
- Alan Chang - piano op "Gone Away"